# حوارة (إربد)
حوارة إحدى قرى محافظة إربد تقع على مسافة أربعة كيلومترات شرق مدينة إربد (مركز المحافظة)، ويحدها من الشرق مدينة الرمثا ومن الجنوب قرية الصريح ومن الغرب مدينة إربد ومن الشمال قرية بشرى.

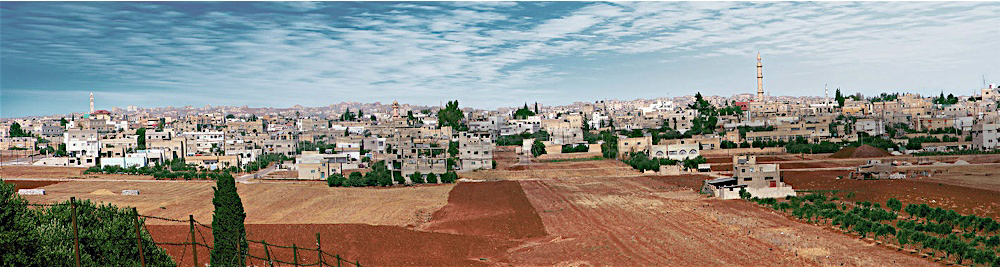
حوارة

ويبلغ عدد سكانها حوالي عشرون ألفاً.

## جغرافيا المنطقة
تقع بلدة حوارة في منطقة سهل حوران، الذي يقع إلى الغرب من جبل الدروز ويمتد من ضواحي جنوب دمشق حتى نهر الزرقاء في الأردن. وهذا جزء من بلاد الشام.

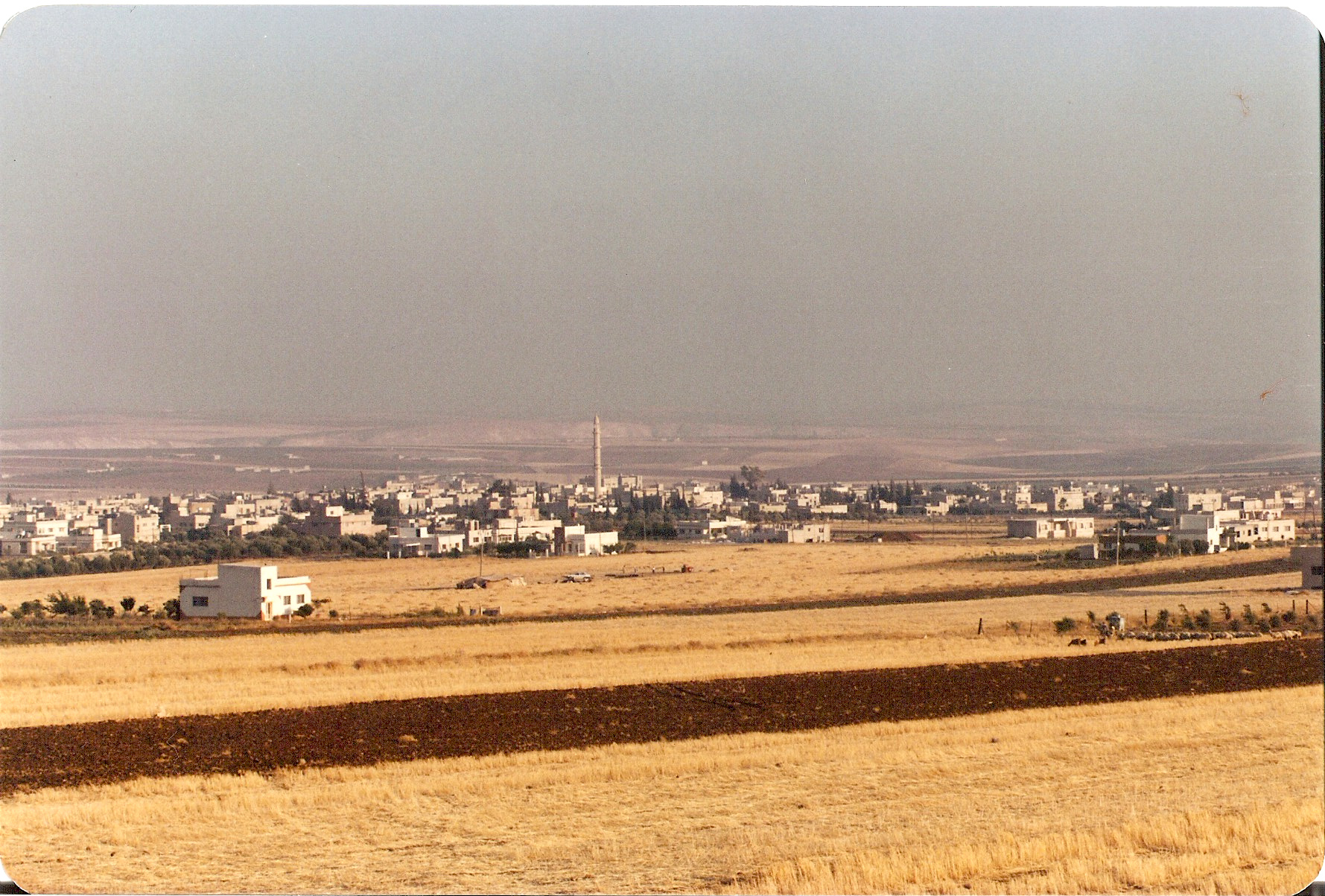
حوارة عام 1991
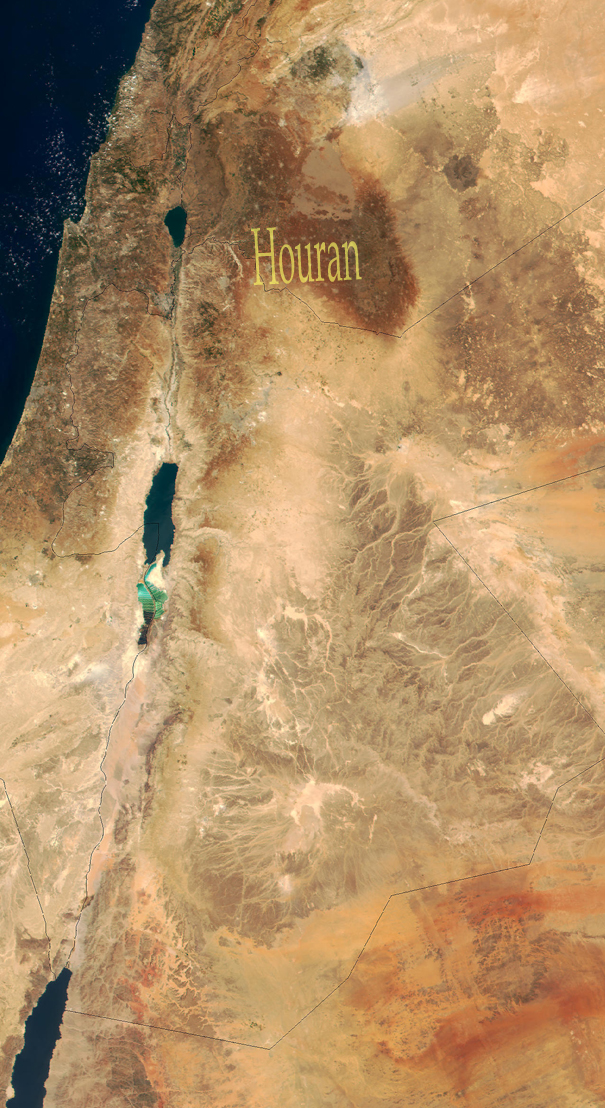
سهل حوران

## تاريخياً
تاريخ بلدة حوارة هو جزء من تاريخ حوران. ويعتبر تاريخاً حديثاً نسبياً مقارنة بتاريخ المنطقة كلها (شتاء عام 1810).
لا يعرف تحديداً التاريخ الذي أصبحت فيه حوارة معمورة. لكن بعض المباني الحجرية القديمة في المنطقة تشير إلى أن ذلك كان في منتصف القرن التاسع عشر. لكن لا بد أن تكون البيوت الطينية قد وجدت قبل ذلك بزمن طويل، استناداً إلى عدد الأجيال الذين أخبر عنهم المسنّون في أحاديثم الشفوية. يتوقع أن يكون عدد الأجيال التي عاشت في المنطقة 12 جيلاً حتى الآن. وهذا يعني أن تاريخ الاستقرار والسكن الحديث في المنطقة يعود إلى الفترة بين عامي 1700 و1750 بعد الميلاد.
عثر في العديد من مواقع القرية على قطع نقدية ومنحوتات وقطع فخار تعود للحقبة الهيلينية أو روما القديمة. كما أن هناك قسماً زراعياً شرق حوارة يعرف باسم «ظهر المُغر» (أي سطح الكهوف)، وهو عبارة عن مقبرة لمستعمرة مجاورة، أو قد تكون للقرية نفسها. وهذا يدل على أن حوارة كانت قلب المنطقة التي تضم مدن حلف الديكابولس الشهيرة والتي تضم جرش وأم قيس أيضاً. ويوجد بها أيضاً بركة رومانية لتجميع مياه الأمطار ومباني قديمة جدا تعود لعدة حقب منها الروماني. ويوجد بها كنيسة قديمة جداً قبل أن تصبح جامع كان تحتوي على بعض القطع الأثرية والأعمدة المزخرفة.

## اللهجة
لهجة أهل حوارة مختلفة قليلاً عن لهجات التيار الشامي الشائعة في الأردن، إذ تتغير بعض التسميات في هذه اللهجة بسبب لفظ حرفي «القاف» و«الكاف»؛ إذ تلفظ القاف كحرف غين ثقيل وتلفظ الكاف دائماً «تش».

## معهد المعلمين وحركة التعليم
وكان كلية حوارة يعتبر من أقدم وأعرق المعاهد في الأردن وذلك قبل أن توجد الجامعات، ولقد تخرج منه الكثير من رجالات الوطن ممن تبوؤا المناصب الرفيعة. كما يوجد فيها مدرسة ثانوية للبنين، وأخرى للبنات بالإضافة إلى أكثر من مدرسة أساسية للبنين والبنات، ودار للبلدية تقع في منتصف البلدة، ومركز صحي ومكتب بريد، كما يوجد فيها مركز لتحفيظ القرآن الكريم وجمعية تعاونية، والعديد من رياض الأطفال.

## الحياة العامة
كالكثير من القرى والمدن الأردنية، وحيث أن العشائرية لها الاحترام في المجتمع الأردني، فإن في حوارة لكل عشيرة ديوان أو أكثر، تقام فيه المناسبات في الأفراح والانتخابات والعزاءات. ويوجد فيها مطاحن للقمح، هي الوحيدة في المحافظة. يعتبر سوق حوارة سوقاً متوسطا وذلك لقربها من مدينة إربد.

## التحول من الزراعة
كانت حوارة تعتمد على الزراعة كبقية قرى الشمال الأردني، ولكنها مع ازدياد عدد السكان فقد استهلكت أراضيها الزراعية في البناء الذي أتى على أكثر من نصف الأراضي الزراعية فيها، وأما النصف الآخر فقد تفتتت ملكيته، وصارت المساحة الصغيرة منه غير قابلة لأن تزرع بالقمح والعدس كسابق العهد، فزرعت بالزيتون، وقد انتشرت زراعة هذه الشجرة في حوارة بشكل واسع. ولقد ذكر شاعر الأردن الكبير عرار حوارة في شعره، إذ قال معترضاً على حلف بغداد: